# Anaïs Croze
Pour les articles homonymes, voir Anaïs et Croze (homonymie).
Anaïs Croze, connue sous le mononyme Anaïs, est une chanteuse française née le 20 août 1976 à La Tronche en Isère.

## Biographie

### Jeunesse
Anaïs Croze grandit dans la région de Grenoble avec ses parents qui exercent la profession de juges. Elle y apprend le violon et la clarinette et chante dans des chorales.

### Débuts
En 1999, Anaïs écrit, compose et chante dans le groupe Opossum. Après plus de 200 concerts et un album à 7 titres (Excuse-moi, j'voulais te d'mander), le groupe se sépare en septembre 2003.
Quelques mois plus tard, Anaïs est en scène, seulement accompagnée d’une guitare, d’un kazoo et, ce qui est sa marque auprès du public, d’une pédale sampler qu'elle utilise pour le chant, uniquement en direct, « sans filet » comme elle le décrit, pour « oversampler » sa voix. Son spectacle, intitulé The Cheap Show, joue sur la simplicité des moyens. Il est très bien accueilli par le public, séduit par la fraîcheur, l'humour, les capacités vocales et le mélange des genres. Elle tourne sans tourneur ni maison de disques en France et en Suisse romande.
Dans ses chansons, très incarnées, elle déploie une palette de personnages tout en musique, et règle son compte à une rivale, aux couples qui exacerbent la solitude des célibataires, aux mauvais bluesmen. Elle rappe, chante le zouk et la folk. Elle parodie Lynda Lemay et Carla Bruni, et imite Francis Cabrel, Justin Timberlake, Shakira et Janis Joplin.
Elle acquiert une petite notoriété après son concert au Bars en Trans à Rennes en 2004, puis au printemps de Bourges 2005. En janvier 2005, un concert donné au Poste à Galène (Marseille) est enregistré pour un album auto-produit qui sort début avril 2005. Après en avoir vendu 8 000 exemplaires, Anaïs signe chez V2 Records. Elle passe à la télévision dans l'émission Taratata, où elle chante Mon cœur, mon amour ; le single qui la rend célèbre est un hommage à Feel de Robbie Williams.

### Consécration

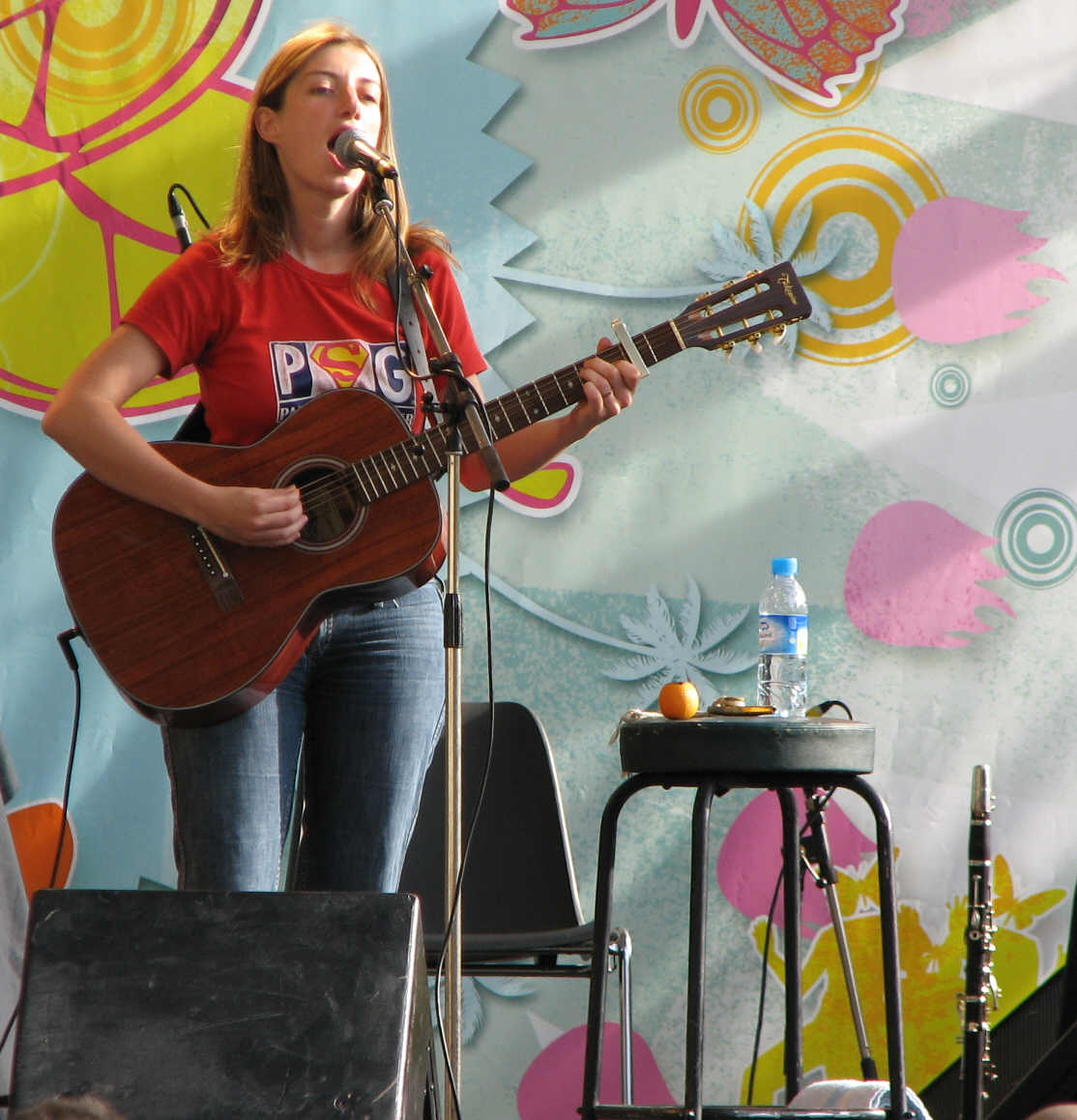
Anaïs en concert à Paris

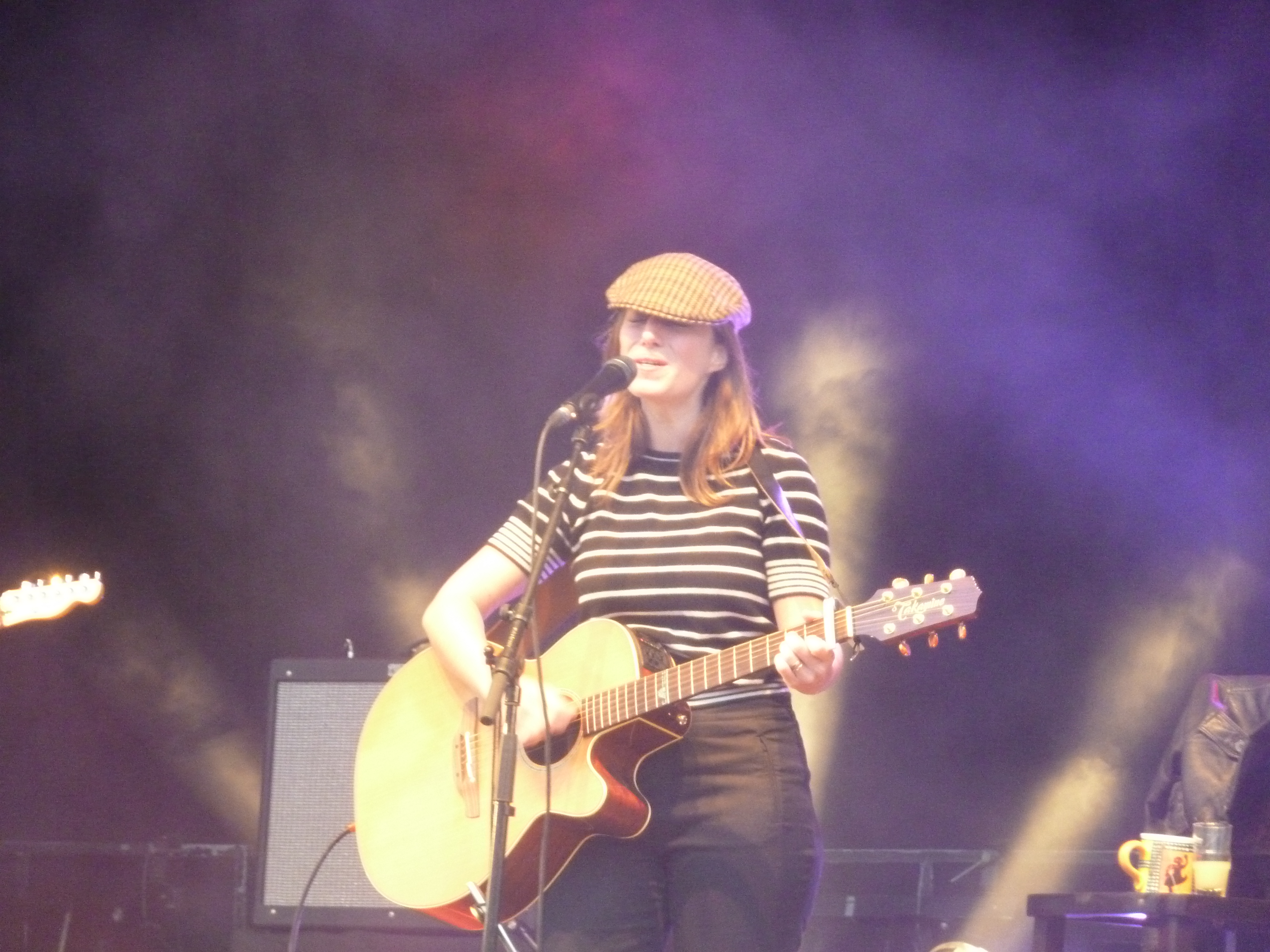
En concert pour l'ouverture de MP2013 à Arles le 13 janvier 2013

Anaïs est nommée aux Victoires de la musique 2006 dans la catégorie « Groupe ou artiste révélation scène de l’année » (la lauréate est Camille). Son style s'affirme avec son « intermède écossais » joué a cappella en samplant sa voix en direct, et conquiert le public de la cérémonie. Le grand public la découvre et elle monte en haut des charts dans la catégorie 1er album le plus téléchargé, et 4e album le plus vendu. Elle vend au total plus de 500 000 exemplaires de The Cheap Show, du jamais vu pour un premier album, en direct et, qui plus est, un seul en scène. La chanteuse qualifie son album de « one woman song ».
S'ensuivent plusieurs grandes scènes comme l’ouverture des Eurockéennes de Belfort ou les Francofolies de La Rochelle. Un rythme trop soutenu l’oblige à annuler la fin de sa tournée, notamment au Japon. La tournée du The Cheap Show, qui aurait dû s’achever en décembre 2005, est prolongée jusqu’à fin 2006 avec un passage à l’Olympia.
Un DVD live, The Cheap Show – In Your Face enregistré à Rennes, sort à l’automne 2006.
Le 29 mars 2007, Anaïs est invitée par Brigitte Fontaine sur la scène de l’Olympia avec, entre autres, Jacques Higelin, Christophe, Jacno pour chanter Je t'aime à en crever, une chanson qu'elle dit avoir été inspirée par Brigitte Fontaine.
Elle participe à la chanson titre du film Blanche-Neige, la suite (2007) de Picha, ainsi qu'au dessin animé en 3D Piccolo, saxo et cie. Elle apparaît sur le second disque de l'artiste Oshen.
Fin septembre 2007, Anaïs reprend en duo avec The Blood Arm, Do I Have Your Attention?, une chanson du groupe californien ; la chanson et le clip sont salués par la critique, et le public est séduit. La même année, elle écrit, compose et interprète en un combo rock le « pop show » The Amber Story, une comédie musicale juvénile mêlant les styles, dans laquelle elle joue tous les personnages. Le spectacle est une création pour le festival indépendant LFSM, Les Femmes s'en mêlent, et pour les Nuits Botaniques à Bruxelles. La chanson I Love You tirée du spectacle figure sur The Love Album.
En 2008, elle chante avec Killola la chanson Is This A Love Song?, reprise d'un morceau de The Blood Arm extrait de l'album I Am the Messer ; l'album est gratuit.
Le 10 novembre 2008 sort le deuxième album The Love Album. Fascinée par l'album Lovage et l'univers du producteur américain Dan the Automator, Anaïs fait appel à celui-ci pour cet opus. La pochette est jugée très osée. L'album vaut à la chanteuse une seconde nomination aux Victoires de la Musique 2009, et le Globe de Cristal de la meilleure chanteuse féminine de l'année.
Le 28 février 2009, Anaïs fait une entrée remarquée à cheval aux 24e Victoires de la musique ; elle danse sur scène avec un inconnu, qui repart sur le cheval ; le cheval dérape sur la scène.
En avril 2009, elle prend la défense du rappeur Orelsan, qui a écrit une chanson sur un thème proche de celui qu'elle avait écrit sur l'adultère. « Personne ne m'a jamais reproché tout ce que l'on reproche à Orelsan lorsque j'ai fait ma chanson Christina », dit-elle, en pleine polémique lancée par des blogueuses, qui reprochent à Orelsan d'inciter à des violences sexistes.

### Années 2010 et diversification
Le 13 juillet 2010, elle chante en duo avec Beat Assailant Too Hot, un titre mêlant hip-hop, funk et pop futuriste.
En 2011, Anaïs participe, en duo, à l'album À 35 millimètres du bonheur d'Éric Bélanger sur le morceau C'était pas vraiment nous. La même année, elle se prête au monde du cinéma dans le film Un heureux événement, où elle y interprète le rôle de Daphné aux côtés de Louise Bourgoin et de Pio Marmaï.
Le 5 mars 2012 sort son deuxième album studio intitulé À l'eau de Javel ; le disque reprend des standards des années 1930 à 1960, en un hommage aux fantaisistes et à la fantaisie. Le single Je n'embrasse pas les garçons passe sur les radios. Il est accompagné d'un clip, Danseuse privée, avec la participation d'André Manoukian ; elle y incarne deux personnages loufoques, Tina Turner et Mistinguett.
Le 6 mai 2012, elle se produit sur la scène installée à Paris, place de la Bastille, pour marquer la victoire de François Hollande à l'élection présidentielle.
En 2013 elle s'associe avec Killola pour Je maintiendrai, morceau de leur EP No Class.
En 2014, Anaïs revient en auto-production et sort en novembre un album HellNo Kitty, folk et engagé, comme le slam collectif Le bien le mal, c'est dépassé ou le single DRH. L'album revient au minimalisme et au looper avec la chanson L'Autotune.
En 2015 elle tient le rôle de Nathalie, une assistante sociale délurée dans la saison 3 de la série Cut !, et une activiste Femen dans la saison 6 de la série Profilage.
En 2017 paraît son album Divergente, utilisant toujours des chansons aux paroles et connotations humoristiques. Elle apparaît aux côtés d'Helena Noguerra et de Nicole Ferroni dans le clip du single J'ai retrouvé mon mojo, tiré de cet album. 

### Années 2020 et éloignement médiatique
Anaïs ne revient sur la scène de la production musicale qu'en 2022, en lançant une campagne de financement participatif pour un album prévu pour 2023. Si la production de celui-ci s'achève en février 2023, seul le single Moi, tout ce que je veux pour Noël paraît lors de cette même année. Tandis qu'un autre single Call Boy de luxe en featuring avec l'humoriste Tristan Lopin sort en avril 2024, l'album Un Sacré Numéro sort finalement le 20 septembre 2024.

## Discographie

### Albums
| Année | Information                                                                                                 | Classement des ventes | Classement des ventes | Classement des ventes | Classement des ventes | Certification |
| Année | Information                                                                                                 | France                | France TL             | Suisse                | Belgique              |               |
| ----- | --- | --------------------- | --------------------- | --------------------- | --------------------- | ------------- |
| 2003  | Excuse-moi, j'voulais te d'mander - Album enregistré avec le groupe Opossum - Date de sortie : février 2003 | —                     | —                     | —                     | —                     |               |
| 2005  | The Cheap Show - 1er album live - Date de sortie : mai 2005                                                 | 4                     | 1                     | 38                    | —                     | Platine       |
| 2006  | The Cheap Show - In Your Face - Ré-édition de l'album The Cheap Show + DVD - Date de sortie : octobre 2006  | 4                     | 1                     | 38                    | —                     |               |
| 2008  | The Love Album - 1er album studio - Date de sortie : novembre 2008                                          | 20                    | 9                     | —                     | 51                    | Or            |
| 2010  | The Short Version - 2e album live - Date de sortie : mai 2010                                               | —                     | —                     | —                     | —                     |               |
| 2012  | À l'eau de Javel - Date de sortie : 5 mars 2012 - 2e album studio                                           | 30                    |                       |                       |                       |               |
| 2014  | HellNo Kitty - Date de sortie : 10 novembre 2014 - 3e album studio                                          | 97                    |                       |                       |                       |               |
| 2017  | Divergente - Date de sortie : 25 septembre 2017 - 4e album studio                                           | 133                   |                       |                       |                       |               |
| 2024  | Un sacré Numéro - Date de sortie : 20 septembre 2024 - 5e album studio                                      |                       |                       |                       |                       |               |

### Singles
| Année | Single                                            | Classement des ventes | Classement des ventes | Album            |
| Année | Single                                            | France                | France TL             | Album            |
| ----- | ------------------------------------------------- | --------------------- | --------------------- | ---------------- |
| 2006  | Mon cœur, mon amour                               | 17                    | 5                     | The Cheap Show   |
| 2006  | Christina                                         | —                     | —                     | The Cheap Show   |
| 2007  | Do I Have Your Attention? (The Blood Arm & Anaïs) | —                     | —                     | Lie Lover Lie    |
| 2008  | Peut-être une angine                              | —                     | 25                    | The Love Album   |
| 2009  | Le premier amour                                  | —                     | —                     | The Love Album   |
| 2009  | J'sais pas                                        | —                     | —                     | The Love Album   |
| 2011  | I love You                                        | —                     | —                     | The Love Album   |
| 2012  | Je n'embrasse pas les garçons                     | —                     | —                     | À l'eau de Javel |
| 2017  | J'ai retrouvé mon mojo                            | —                     | —                     | Divergente       |
| 2023  | Moi, tout ce que je veux pour Noël                | —                     | —                     | —                |

### Participations
- 2013 : Et nous voilà en duo avec Nicolas Peyrac sur son album Et nous voilà !

## Clips

### The Cheap Show
- Mon cœur, mon amour
- Christina
- Rap Collectif

### The Love Album
- Peut-être une angine
- Le Premier Amour
- J'sais pas
- I Love You

### À l'eau de Javel
- Danseuse privée
- Le Tango stupéfiant

### HellNo Kitty
- DRH

### Divergente
- J'ai retrouvé mon mojo, avec Helena Noguerra et Nicole Ferroni
- Schizophrenia

## DVD
- 2006 : DVD live enregistré à la salle de la Cité à Rennes le 13 mai 2006

## Filmographie

### Actrice

#### Cinéma
- 2006 : Piccolo, Saxo et Compagnie de François Périer : Do (voix)
- 2011 : Un heureux événement de Rémi Bezançon : Daphné

#### Télévision
- 2008 : Rien dans les poches de Marion Vernoux : Véro
- 2015 : Cut ! : Nathalie
- 2015 : Profilage : Héléna Parillaud
- 2020 : Groland sketch « Bienvenue au Paradis »
- 2025 : Capitaine Marleau, épisode La 7e danse de Josée Dayan : Marjorie

### Musicienne
- 2007 : Blanche-Neige, la suite de Picha : interprète
- 2009 : Le Bal des actrices de  Maïwenn : interprète de I Can't Speak English, avec Karin Viard

## Divers
- DJ Zebra a signé La salsa de l'angine (mp3), un mashup entre Peut-être une angine et Salsa y Dulzura de Ray Barretto.
- Elle est gauchère mais joue de la guitare comme les droitiers.
- Elle est en duo sur la chanson Too Hot de Beat Assailant.
- Elle interprète en duo avec Nicolas Peyrac la chanson Et nous voilà !, sur l'album du même nom de Peyrac, paru en octobre 2013.
- Elle participe en 2018 à l'émission Recherche appartement ou maison sur M6 avec Stéphane Plaza.

## Distinctions
- Nomination aux Victoires de la musique 2006 : Groupe ou artiste révélation scène de l’année.
- Nomination aux Victoires de la musique 2007 : Artiste interprète féminine de l’année.
- Globes de Cristal 2009 : Meilleur interprète féminine.
- Nomination aux Victoires de la musique 2009 : Artiste interprète féminine de l’année.
- Prix Francis Lemarque 2012